# Betriebliche Aufgabenstellung
Die Betriebliche Aufgabenstellung (BAst) ist eine Planungsgrundlage für Infrastrukturmaßnahmen an Schienenwegen des Bundes in Deutschland.
In der BAst werden die Anforderungen festgehalten, welche die Infrastruktur im Bereich der geplanten Baumaßnahme aus bahnbetrieblicher Sicht zu erfüllen hat. Dazu gehören beispielsweise Leistungsfähigkeitsparameter wie die zu bewältigenden Zugzahlen sowie die abstrakte Ausgestaltung der Bahnanlagen. Außer diesem Sollzustand dokumentiert die BAst auch den Istzustand der Anlagen vor Projektbeginn sowie baubetriebliche Anforderungen während der Umsetzungszeit. Die BAst ist der Leistungsphase 1 zuzurechnen. Sie ist Grundlage für die Beauftragung von Planern der weiteren Leistungsphasen, die aus ihr entnehmen was geplant werden soll. 
Betriebliche Aufgabenstellungen werden von darauf spezialisierten Stellen in den Regionalbereichen von DB InfraGO erarbeitet. Vor ihrer Herausgabe werden sie einem Mitzeichnungsprozess unterzogen, bei dem von der Baumaßnahme betroffene andere Abteilungen der DB Stellungnahmen abgeben können, die falls notwendig in die BAst eingearbeitet werden.